# Pediocactus simpsonii subsp. idahoensis
Pediocactus simpsonii subsp. idahoensis ist eine Unterart der Pflanzenart Pediocactus in der Familie der Kakteengewächse (Cactaceae). Das Artepitheton bezieht sich auf das Hauptvorkommen im Kartoffelstaat Idaho. Englische Trivialnamen sind „Caespitose Cactus“ und „Idaho Cactus“.

## Beschreibung
Pediocactus simpsonii subsp. idahoensis bildet Gruppen mit bis zu 30 Köpfen. Die Gruppen erreichen Wuchshöhen von bis zu 35 cm und einen Durchmesser von 60 cm.
Die Blüten erscheinen kranzförmig um den Scheitel. Die glockenförmigen, zwittrigen Blüten weisen eine Länge von bis zu 2,5 cm und einen Durchmesser von 2 cm bis 3 cm auf. Die Blütenhüllblätter sind gelb oder selten rosafarben. Die Blütezeit reicht von April bis Juni.

## Systematik und Verbreitung
Die typische Unterart Pediocactus simpsonii subsp. idahoensis im Hochgebirge von Idaho und Nevada ist allerdings in USA und Europa kaum bekannt und sind dementsprechend selten in den Sammlungen.
Pediocactus simpsonii subsp. idahoensis wächst in Idaho und im Grenzgebiet in Nevada, in den Rocky Mountains in Höhenlagen zwischen 900 und 2500 Metern auf Ebenen, Felsvorsprüngen oder steinigen Hügeln.
Die Beschreibung als Pediocactus simpsonii subsp. idahoensis erfolgte 1997 von Fritz Hochstätter.

## Bilder
Pediocactus simpsonii subsp. idahoensis:

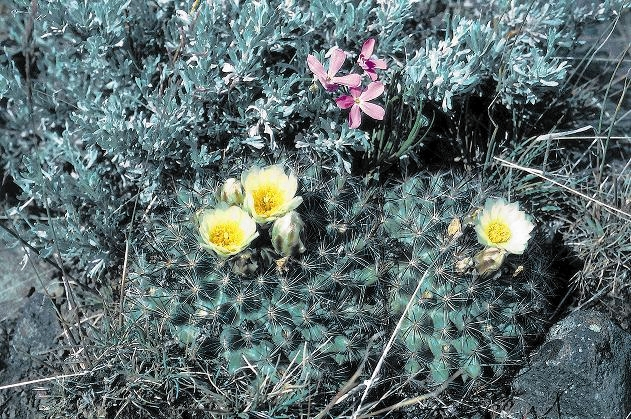
Mit gelben Blüten in Idaho.
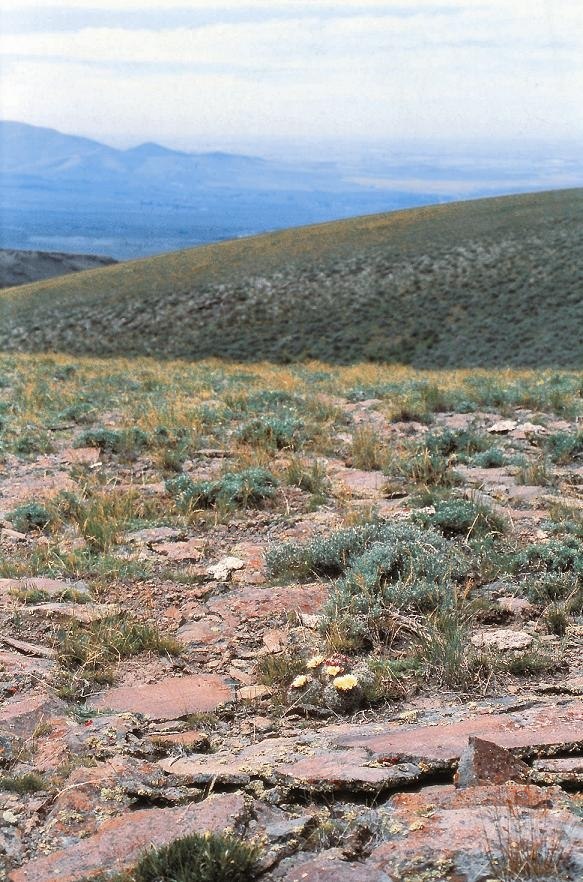
Im Hochgebirge in unberührter Natur in Idaho.
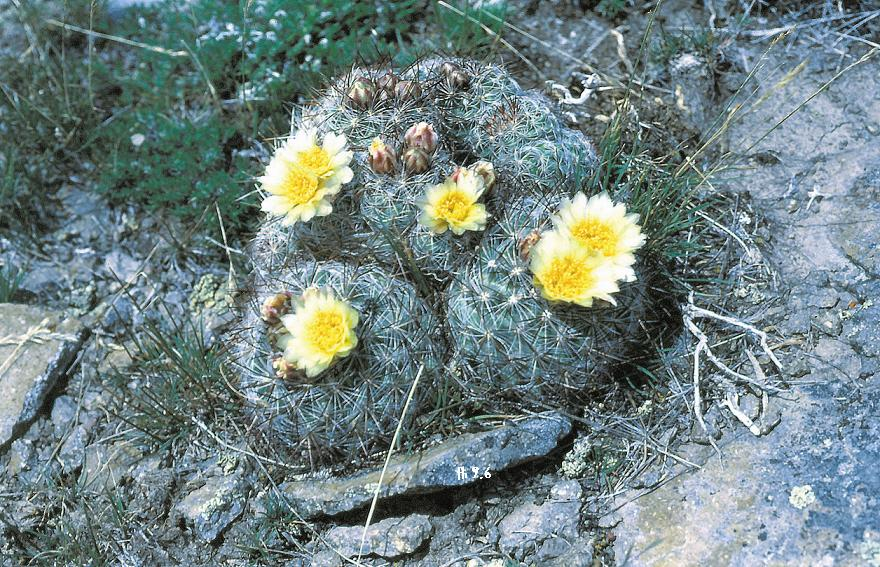
Caespitose Pflanze in den Rocky Mountains in Idaho.